# Ли Шанфу
Ли Шанфу (кит. трад. 李尚福, упр. 李尚福; род. февраль 1958, Чэнду, провинция Сычуань) — китайский политический деятель. Министр обороны Китая (12 марта — 24 октября 2023). Аэрокосмический инженер и генерал Народно-освободительной армии Китая, государственный советник Китайской Народной Республики (12 марта — 24 октября 2023).
Ранее Ли Шанфу занимал должности заместителя командующего Силами стратегической поддержки НОАК и заместителя командующего Главного управления вооружений НОАК. Он проработал 31 год в Центре запуска спутников Сичан, в том числе 10 лет в качестве его директора. Позже с 2017 по 2022 год занимал должность начальника отдела разработки оборудования Центральной военной комиссии.

## Биография
Родился в феврале 1958 года в Чэнду, провинция Сычуань, его родовой дом находится в уезде Синго, провинция Цзянси. Он сын Ли Шаочжу (李绍珠), ветерана Красной армии и бывшего высокопоставленного офицера Железнодорожных войск НОАК. Ли Шанфу присоединился к НОАК, когда в 1978 году поступил в Национальный университет оборонных технологий. После его окончания в 1982 году он начал работать техником в Центре запуска спутников Сичан.

## Карьера
В декабре 2003 года в возрасте 45 лет был назначен директором (командующим) центра. В июле 2006 года Ли Шанфу было присвоено звание генерал-майора. В августе 2016 года ему было присвоено звание генерал-лейтенанта. В июле 2019 года ему было присвоено звание генерала. За десять лет работы директором центра Сичан Ли руководил несколькими запусками ракет, в том числе запуском лунного зонда «Чанъэ-2» в октябре 2010 года.

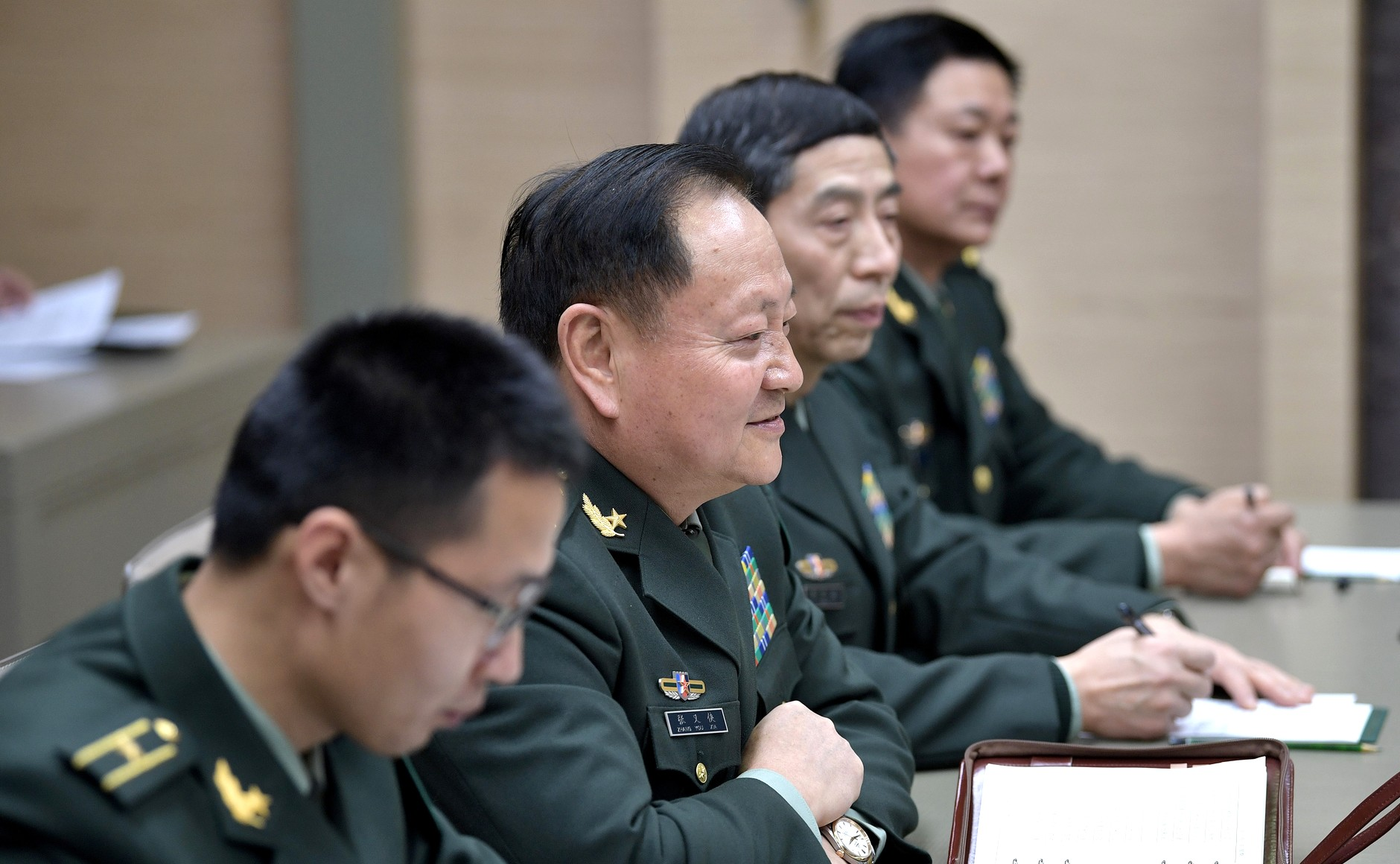
Чжан Юся, Ли и китайская делегация в Москве, Россия, в 2017 году

После 31 года работы в Сичане Ли был назначен начальником штаба Главного управления вооружений НОАК в 2013 году, заменив генерал-майора Шан Хуна. Год спустя он был назначен заместителем директора GAD.
В 2016 году Ли был назначен заместителем командующего недавно созданными Силами стратегической поддержки НОАК, которые отвечают за киберпространство, космос и другие высокотехнологичные боевые действия. В том же году ему было присвоено звание генерал-лейтенанта. В сентябре 2017 года Ли был назначен директором отдела разработки оборудования Центральной военной комиссии, преемника Главного военного управления, заменив генерала Чжан Юся.
В октябре 2017 года Ли был избран членом ЦК Коммунистической партии Китая 19-го созыва.
В октябре 2022 года избран членом 20-го Центрального военного совета Коммунистической партии Китая. Он занял первое место среди членов Центральной военной комиссии.
18 января 2023 года Ли Шанфу принял участие в церемонии повышения в должности Центрального военного совета и 12 марта того же года был назначен государственным советником и министром национальной обороны, сменив на этом посту Вэй Фэнхэ.

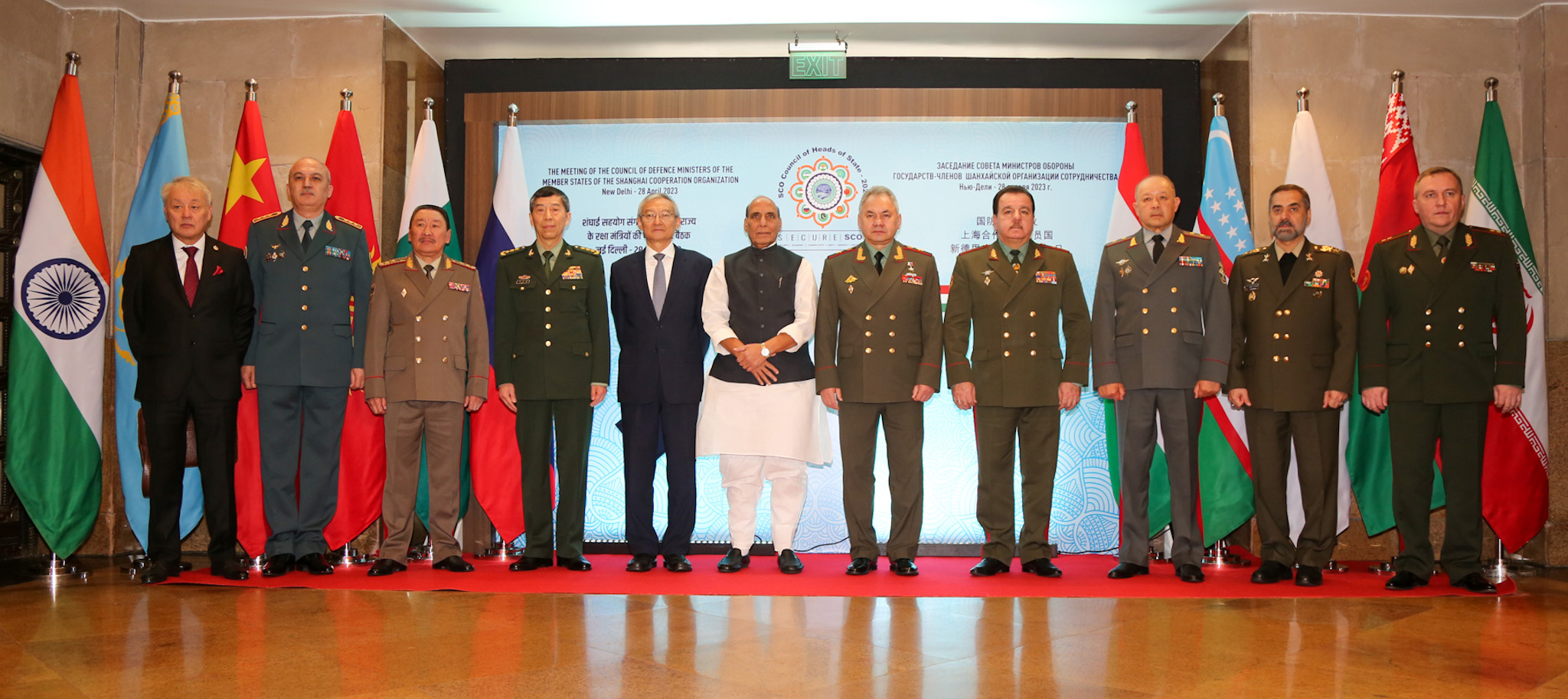
Ли на встрече министров обороны стран ШОС в Нью-Дели, Индия, 28 апреля 2023 года

17 апреля 2023 года Ли совершил свой первый зарубежный визит в Россию. В рамках своего четырёхдневного визита он встретился в Москве с президентом России Владимиром Путиным и министром обороны Сергеем Шойгу. Во время своей встречи он заявил, что связи между Китаем и Россией «превосходят военно-политические союзы эпохи холодной войны». 28 апреля он встретился с министром обороны Индии Раджнатхом Сингхом в рамках встречи министров обороны Шанхайской организации сотрудничества в Нью-Дели, Индия, что стало первым визитом министра обороны Китая в Индию после пограничных столкновений между индийскими и китайскими войсками в 2020 году.
В июне 2023 года на форуме IISS «Диалог Шангри-Ла» в Сингапуре Ли выступил с публичными комментариями, заявив, что война с США была бы невыносимой катастрофой и что и США, и Китаю необходимо искать больше точек соприкосновения после недавней эскалации между двумя странами.
Завершившееся 24 октября 2023 года шестое заседание Постоянного комитета 14-го Всекитайского собрания народных представителей приняло решение отстранить Ли Шанфу от должностей государственного советника и министра национальной обороны и отстранить Цинь Гана от должности государственного советника.

### Обвинения в коррупции
В сентябре 2023 года агентство Reuters сообщило, что Ли находится в рамках антикоррупционного расследования Комиссии по Комиссия по проверке дисциплины Центральной военной комиссии. Его отсутствие было замечено правительственными чиновниками США, которые сообщили Financial Times, что, по их мнению, Ли находится под следствием.
24 октября 2023 года по Центральному телевидению Китая было сообщено, что Постоянный комитет Всекитайского собрания народных представителей утвердил его отстранение от должности в Министерстве национальной обороны после двухмесячного отсутствия на виду у общественности, без указания причины. Последнее публичное выступление состоялось 29 августа 2023 года, когда он выступил с речью на форуме по безопасности с участием африканских стран, проходившем в Пекине.
27 июня 2024 года КПК объявила, что Ли вместе с бывшим министром обороны Вэй Фэнхэ были исключены из партии за «дисциплинарные и правовые нарушения», и дело было передано в органы прокуратуры НОАК для уголовного преследования, при этом Ли обвиняется в получении финансовых взяток, а также в подкупе других лиц. Оба этих человека также были лишены генеральского звания.

## Санкции
20 сентября 2018 года Ли Шанфу вместе с Департаментом разработки оборудования попали под санкции правительства США за «участие в значительных сделках с лицами», подпадающими под санкции в соответствии с CAATSA, а именно за сделки, связанные с «передачей Россией Китаю боевых самолётов Су-35 и оборудование, связанное с зенитно-ракетным комплексом С-400». Несмотря на санкции, введённые в отношении него Соединёнными Штатами, ему разрешено проводить официальные встречи со своими американскими коллегами, хотя освобождение от его санкционного статуса предоставлено не будет.
21 мая 2023 года президент США Джо Байден заявил, что его администрация рассматривает возможность отмены санкций в отношении Ли Шанфу, хотя позже на брифинге для прессы 22 мая представитель Госдепартамента США Мэтью Миллер заявил, что Соединённые Штаты не рассматривают возможность отмены санкций.

## Личная жизнь
Отец: Ли Шаочжу, старый красноармеец, бывший заместитель командующего Юго-Западным командованием Железнодорожного корпуса Народно-освободительной армии Китая.